# Tourbillon

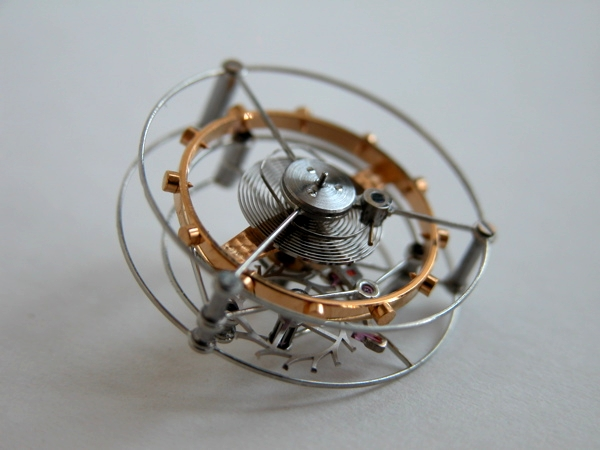
Tourbillon

Tourbillon è la parola francese, semplificazione di Regulateur à tourbillon, con cui si indica un particolare meccanismo, inventato da Abraham-Louis Breguet, brevettato il 26 giugno 1801 e talvolta identificato come complicazione, contenuto negli orologi meccanici a carica manuale o automatica: suo fine è permettere la riduzione per compensazione delle irregolarità di marcia accusate dall'orologio a seconda della posizione in cui è posto, connesse all'azione della gravità terrestre. Sinteticamente, esso è costituito, nella sua forma più semplice, da una gabbia rotante attorno ad un asse centrale e contenente lo scappamento, l'ancora e il bilanciere con la relativa spirale. Grazie al moto circolare, che provoca il perpetuo spostamento del gruppo regolatore, il bilanciere si comporta come se l'orologio girasse lungo una circonferenza, ossia annullando con l'anticipo accusato in una posizione il ritardo accusato in un'altra.

## Etimologia

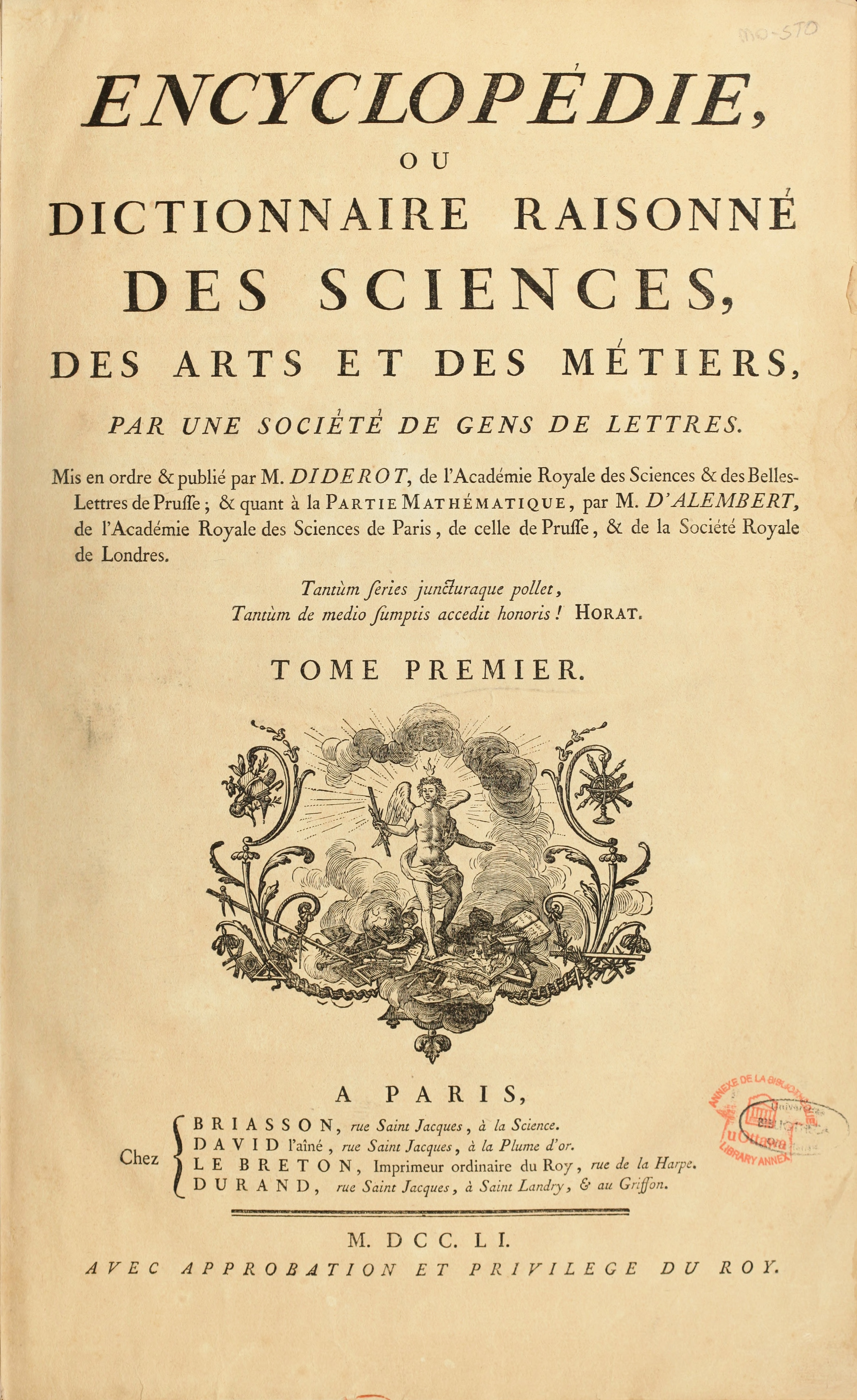
La copertina dell'Encyclopédie di D'Alembert et Diderot, contenente l'articolo che ispirò la denominazione

La scelta del nome con cui identificare questa invenzione appare ingiustificata e contraddittoria, anche perché il termine Tourbillon sembrava, e sembra tuttora nelle definizioni dei moderni dizionari francesi, un richiamo a turbine, al tempo molto criticata apparente allusione ai moti dell'appena conclusa rivoluzione francese, apparentemente incompatibili con la ricerca della maggiore precisione.
Nonostante l'inventore non abbia lasciato testimonianza di quali furono gli spunti che lo spinsero alla scelta di tale denominazione, è probabile che l'origine del termine debba esser ricercata in quanto scritto in un'opera letta da Breguet, l'Encyclopédie, la "bibbia laica del tempo", diffusissima tra scienziati e inventori, e più precisamente in un articolo di Jean Baptiste Le Rond d'Alembert, dove questi riprendeva l'ideale cartesiano per il quale la rotazione dei pianeti attorno al Sole era dovuta alla presenza di un Tourbillon che li sostenesse, allargando la stessa all'intero universo che era allora concepito come un'espansione del sistema solare. Di conseguenza, la scelta del termine è un chiaro richiamo alla combinazione delle forze e all'apprezzamento dell'ordine cosmico allora dilagante, accennato anche da Voltaire nella metafora del "Grande Orologiaio".
Tale interpretazione è fornita anche da altre autorevoli fonti, quali il Grande dizionario universale del XIX secolo Pierre Larousse e il Dizionario della lingua francese di Emile Littré, pubblicati entrambi a Parigi, rispettivamente da Larousse et Cie in 17 volumi tra il 1863 e il 1876 e da Hachette in 4 tomi tra il 1863 e il 1869. Il primo inserisce nell'elenco dei significati del termine in oggetto "Nome che i cartesiani davano alla rivoluzione intorno al suo centro di un pianeta o di un astro, e al moto della materia circostante che li segue", mentre il secondo cita direttamente Cartesio, che disse che "I pianeti ruotano intorno al loro Sole, trascinati dal loro tourbillon": tale passo verrà ripreso in seguito da d'Alembert, la cui espressione è ricordata da Littré nella sua opera: "Questo grande filosofo [Descartes], in un'epoca in cui le osservazioni astronomiche, la meccanica e la geometria erano ancora molto imperfette, immaginò, per spiegare i moti dei pianeti, l'ingegnosa e celebre ipotesi dei tourbillon".
Anche se tale etimologia potrebbe apparire estremamente ed esageratamente complessa, è giustificabile dal fatto che Breguet, che aveva studiato ed era stato iniziato alla meccanica al Collège Mazarin intorno al 1765 dall'abate Marie, suo amico e protettore appassionato di astronomia e materie scientifiche tanto da aiutarlo ad aprire il suo atelier e presentarlo alla corte del re Luigi XVI, non era nuovo a coniare denominazioni così particolari e tanto alludenti al mondo celeste o al linguaggio filosofico: aveva infatti denominato i suoi rudimentali orologi automatici con massa oscillante, in grado di ricaricarsi per mezzo del movimento dell'utilizzatore, "perpetui", la sua pendola in grado di regolare, ricaricare e riportare all'ora l'annesso orologio "simpatica" (alludendo al sistema nervoso simpatico) e un suo singolare orologio, in cui la visualizzazione dell'ora non è possibile se prima non si toccano delle sue parti, "a tatto".

## Storia

### IlLongitude Act
Ciò che portò in origine all'elaborazione del tourbillon fu l'esigenza, molto sentita nel XVIII secolo, di elaborare cronometri precisissimi per identificare univocamente e in modo accurato la longitudine di un punto sulla superficie terrestre. Pioniere in quest'ambito fu il Regno Unito che, a partire dal 1714 con l'emanazione del Longitude Act, costituì una commissione di tecnici, nota come Commissioners for the Discovery of the Longitude at Sea, che avesse come fine del suo operare, in conformità col suo nome, quello di trovare un sistema che consentisse l'identificazione della posizione delle navi costituenti la flotta nazionale: tale identificazione era finalizzata a ridurre il numero dei naufragi evitabili e collaterali, come quello di quattro navi che erano affondate scontrandosi contro degli scogli per il semplice motivo di non aver compreso quale fosse la propria posizione sulla carta nautica in dotazione. Chi fosse riuscito a risolvere il sopra descritto problema avrebbe ricevuto un lauto premio, consistente in 20 000 sterline (pari a 7,5 milioni degli attuali euro), in 15 000 sterline o in 10 000 sterline rispettivamente a seconda del fatto che fosse riuscito a calcolare la longitudine con errore inferiore a mezzo grado, ai 2/3 di grado o al grado.
La connessione tra misurazione della longitudine e orologeria risiede nel fatto che per la computazione della prima era necessario possedere un cronometro che segnasse l'ora di un meridiano di riferimento (per l'Inghilterra il meridiano di Londra e in seguito di Greenwich) e una meridiana che, ovviamente, segnasse l'ora locale. Secondo un'errata concezione del tempo, che non teneva in considerazione la differenza tra tempo medio e tempo siderale calcolabile coll'equazione del tempo, sarebbe stato sufficiente analizzare la differenza d'orario segnalata dai due apparecchi: poiché la Terra gira di 360° rispetto al Sole ogni giorno, per ogni ora di differenza la longitudine varia di 15°, o di 1 grado ogni 4 minuti.

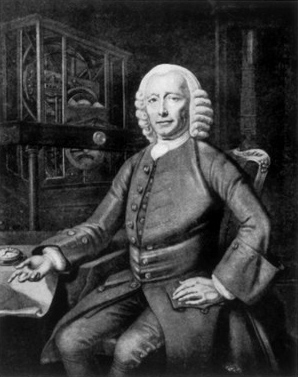
John Harrison, che si prodigò nella progettazione e nella realizzazione di cronometri volti a migliorare le rilevazioni marine delle longitudini

In mare non era possibile avvalersi di orologi affidabili regolati sul meridiano di riferimento e quindi il metodo più comune alla fine del XVIII secolo era di utilizzare le sempre più diffuse tavole dell'Almanacco Nautico: attraverso la distanza lunare ottenuta col metodo di misurazione della distanza angolare dalla Luna o dal Sole durante il giorno o da una fra otto stelle particolarmente luminose durante la notte, si determinava l'ora universale (del meridiano zero al Royal Observatory a Greenwich) e, confrontando questo dato con quello locale a sua volta determinato tramite l'altezza del Sole, della Luna, o delle stelle, si poteva ottenere la variazione di longitudine. Soltanto con lo sviluppo e la diffusione di cronometri marini precisi (in cui il tourbillon era un componente fondamentale) questo metodo verrà abbandonato. Furono varie le soluzioni di discreta importanza nel contesto di questa competizione, che assunse via via una natura internazionale, arrivando a coinvolgere in particolare anche la Francia.
John Harrison, nonostante non avesse compiuto, provenendo da una famiglia povera, studi regolari nell'ambito della meccanica o dell'orologeria, prese parte al concorso, sperando di riuscire a produrre un orologio tanto preciso da avere uno scarto massimo di 3 o 4 secondi mensili. Dato che al tempo le misurazioni astronomiche erano tenute in maggior considerazione rispetto a quelle basate su meccanismi meccanici, in virtù dell'ideologia promossa da Isaac Newton, Harrison si trovò costretto a rivolgersi a Edmond Halley, che lo indirizzò all'officina Graham di Londra, già al tempo molto apprezzata, con cui intraprese una proficua collaborazione grazie alla quale ricevette supporto tecnico ed economico, arrivando a produrre orologi di buona precisione. Altri scienziati che arrivarono a discreti risultati in quest'ambito furono John Arnold, già collaboratore di Larkum Kendall, che aveva affiancato Harrison nei suoi ultimi lavori, e Ferdinand Berthoud, che idearono e brevettarono nel 1770 due differenti sistemi contraddistinti dalla presenza di una seconda molla che evitava eventuali errori di scatto ma non annullava l'influenza della forza di gravità.

### L'idea di Breguet

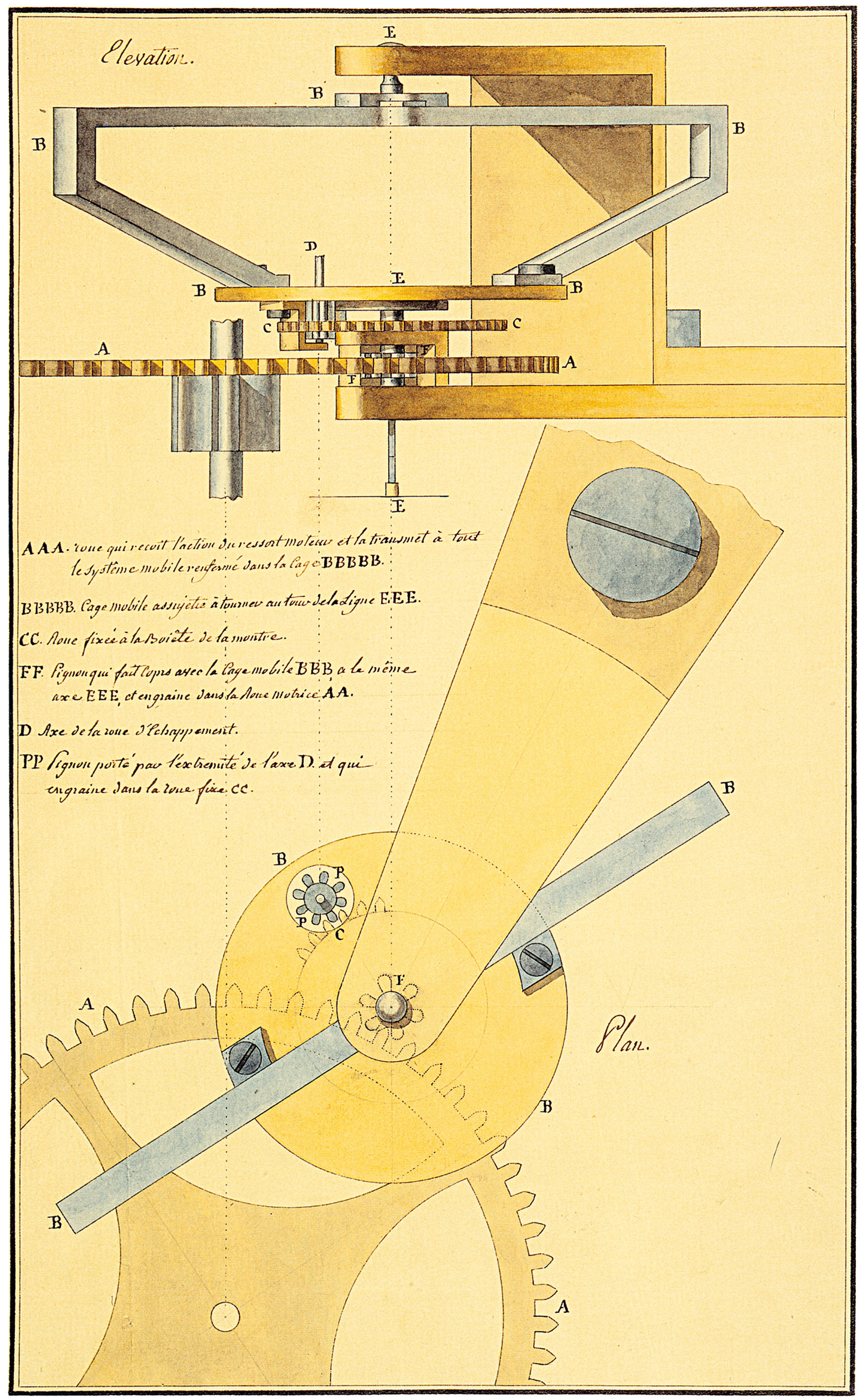
La tavola acquerellata illustrante il tourbillon di Breguet, allegata alla richiesta di brevetto

Cinque anni dopo, Breguet, membro della commissione per la computazione della latitudine, aprì la sede della sua azienda in Quai de l'Horloge, sull'Île de la Cité. Gli studi di Breguet partirono dalla constatazione del fatto che la gravità terrestre sia un handicap per il raggiungimento della massima precisione dei segnatempo: essa infatti provoca delle irregolarità di moto ogni volta che l'orologio, portato al polso o tenuto dentro una tasca, cambia posizione. La proposta di Breguet di compensare gli errori del moto legati a tale forza invece di tentare di annullarli si basava sull'irrealizzabilità della teoria secondo la quale l'unico sistema per annullare l'effetto sul gruppo regolatore della gravità sia quello di far sì che il centro di gravità del gruppo regolatore sia costantemente fulcro di un movimento rotatorio, cosa possibile se l'orologio è mantenuto fermo ma impossibile se esso è posto in una posizione non piana o è mosso. Per compensare l'errore commesso dal bilanciere durante il suo spostamento, Breguet decise di chiuderlo assieme agli organi annessi in una gabbia solidale alla ruota dei piccoli secondi, che si spostava continuamente alla velocità di un giro al minuto. La continua rotazione del gruppo regolatore, oltre a permettere la reciproca compensazione degli errori accusati dall'orologio nelle varie posizioni, garantisce una miglior lubrificazione e riduce l'attrito tra i vari organi.
Gli studi che precedettero il brevetto vennero compiuti alla conclusione del XVIII secolo (secondo alcune fonti, l'ideazione del tourbillon risalirebbe nello specifico al 1795): dopo aver brevettato il 9 marzo 1798 (secondo il calendario repubblicano, 19 Ventoso anno VI) uno scappamento a forza costante che già migliorava la qualità dei suoi prodotti, in seguito a minuziose sperimentazioni, le prime elaborazioni tecniche del tourbillon vennero depositate il 24 dicembre 1800.
Il brevetto decennale di tale meccanismo, registrato da Breguet il 26 giugno 1801 (secondo il calendario repubblicano, 7 Messidoro anno IX), reca la firma di Jean-Antoine Chaptal, già proprietario del Breguet nº 621, chimico e ministro dell'interno sotto Napoleone Bonaparte, dal cui ministero dipendevano gli uffici emananti i brevetti. Ancora oggi, negli archivi dell'Institut National de la Propriété Industrielle con sede a Parigi, figura il dossier col quale l'inventore richiese il brevetto del proprio meccanismo, accompagnato da una semplice lettera di presentazione al ministro degli Interni, nella quale Breguet esponeva sinteticamente il proprio lavoro.
J'ai l'honneur de vous présenter un mémoire contenant la description d'une invention nouvelle applicable aux machines à mesurer le tems que je nomme Régulateur à Tourbillon, et la demande d'un privilège pour construire ces Régulateurs pendant l'espace de dix ans. Je suis parvenu au moyen de cette invention à annuler par compensation les anomalies dues aux positions différentes des centres de gravité du mouvement du Régulateur, à distribuer les frottemens sur toutes les parties de la circonférence des pivots de ce régulateur et des trous dans les quels ces pivots se meuvent, à faire en sorte que la lubrification des parties frottantes soit toujours la même malgré la coagulation des huiles, enfin à détruire beaucoup d'autres causes d'erreur qui influent plus ou moins sur la précision du mouvement, et auxquelles l'art ne pouvait atteindre jusqu'à ce jour qu'avec des tatonemens infinis et souvent même avec l'incertitude du succès. C'est d'après la considération de tous ces avantages, les moyens perfectionnés de fabrication qui sont en mon pouvoir, et les dépenses considérables dans lesquelles j'ai été engagé pour me procurer ces moyens, que je me suis décidé à prendre un privilèges pour fixer la date de mon invention et m'assurer les dédomagemens dus à mes sacrifices.
Salut et Respect.»
Ho l'onore di presentarvi una memoria che contiene la descrizione di una nuova invenzione applicabile alle macchine per misurare il tempo che io denomino Regolatore a Tourbillon, e la richiesta di un privilegio per costruire questi Regolatori per la durata di dieci anni. Sono riuscito, grazie a questa invenzione, ad annullare mediante compensazione le anomalie provocate dalle differenti posizioni dei centri di gravità del movimento del Regolatore, a distribuire gli attriti su tutte le parti della circonferenza dei perni di questo regolatore e dei fori nei quali questi perni si muovono, a fare in modo che la lubrificazione delle parti soggette ad attrito sia sempre la stessa, malgrado la coagulazione degli oli, e infine a eliminare molte altre cause di errore che influiscono in maggiore o minore misura sulla precisione del movimento, e alle quali l'arte non poteva ovviare fino a oggi se non attraverso infiniti tentennamenti, e spesso senza la certezza del successo. Considerando tutti questi vantaggi, i mezzi di fabbricazione perfezionati dei quali dispongo e le spese considerevoli che ho affrontato per procurarmi questi mezzi, mi sono deciso a richiedere un privilegio per fissare la data della mia invenzione e per garantirmi la tutela dei miei sacrifici.
Salute e Rispetto.»
( Abraham-Louis Breguet, Lettera di accompagnamento alla richiesta di brevetto decennale inviata a Jean-Antoine Chaptal.)

Animazione in cui si rappresenta come l'introduzione del tourbillon, capace di spostare continuamente il baricentro del bilanciere, sia in grado di compensare le irregolarità di marcia del calibro introducendo altre irregolarità, di entità opposta ma quanto più possibile uguale

Nel Bollettino delle Leggi della Repubblica nº 121 in prima pagina sarebbe poi stata ricordata la concessione di tale brevetto. Alla fase prettamente teorica e sperimentale segue quella della realizzazione in officina degli organi progettati e brevettati, che si rivela estremamente complessa, tanto da durare fino al 1805, anno in cui, dopo la realizzazione di due orologi-prototipo, il nº 169 donato al figlio di John Arnold e il nº 282 venduto solo molto tempo dopo dal figlio di Breguet, viene commercializzato il primo segnatempo con tourbillon. Nel realizzare i suoi tourbillon, Breguet si avvalse per la realizzazione dello scappamento per i primi trecento pezzi delle officine dirette da Arnold e per altri cento di quelle di Peto Cross, che era riuscito a combinare l'innovatività tecnica del primo con quella di Ferdinand Berthoud. Solo in un secondo momento Breguet giunse all'elaborazione di un proprio scappamento, che è noto ancora oggi come ad ancora per la sua particolare forma, seguito a uno definito naturale, caratterizzato dalla presenza di una doppia ruota.
Il tourbillon di Breguet sarà presentato all'Esposizione Nazionale dei Prodotti dell'Industria tenutasi a Parigi nel settembre dell'anno successivo presso l'Esplanade des Invalides come un meccanismo in grado di far conservare "la medesima precisione qualunque sia la posizione dell'orologio, verticale o inclinata". La realizzazione del tourbillon dimostrò come Breguet avesse straordinarie capacità tecniche e organizzative, soprattutto se la si contestualizza nell'epoca storica che le è propria. Tra il 1805 e il 1823, anno della morte di Breguet, i registri delle vendite conservati a Parigi hanno registrato prodotti commissionati da personaggi importanti, quali Giovanni Battista Sommariva e Louis Belmas, e famiglie nobili, quali i Borbone e gli Hannover, ma nel complesso poche vendite, tanto che verranno dalla manifattura alienati solo 35 pezzi dotati di tale funzionalità.

### Dopo la morte di Breguet

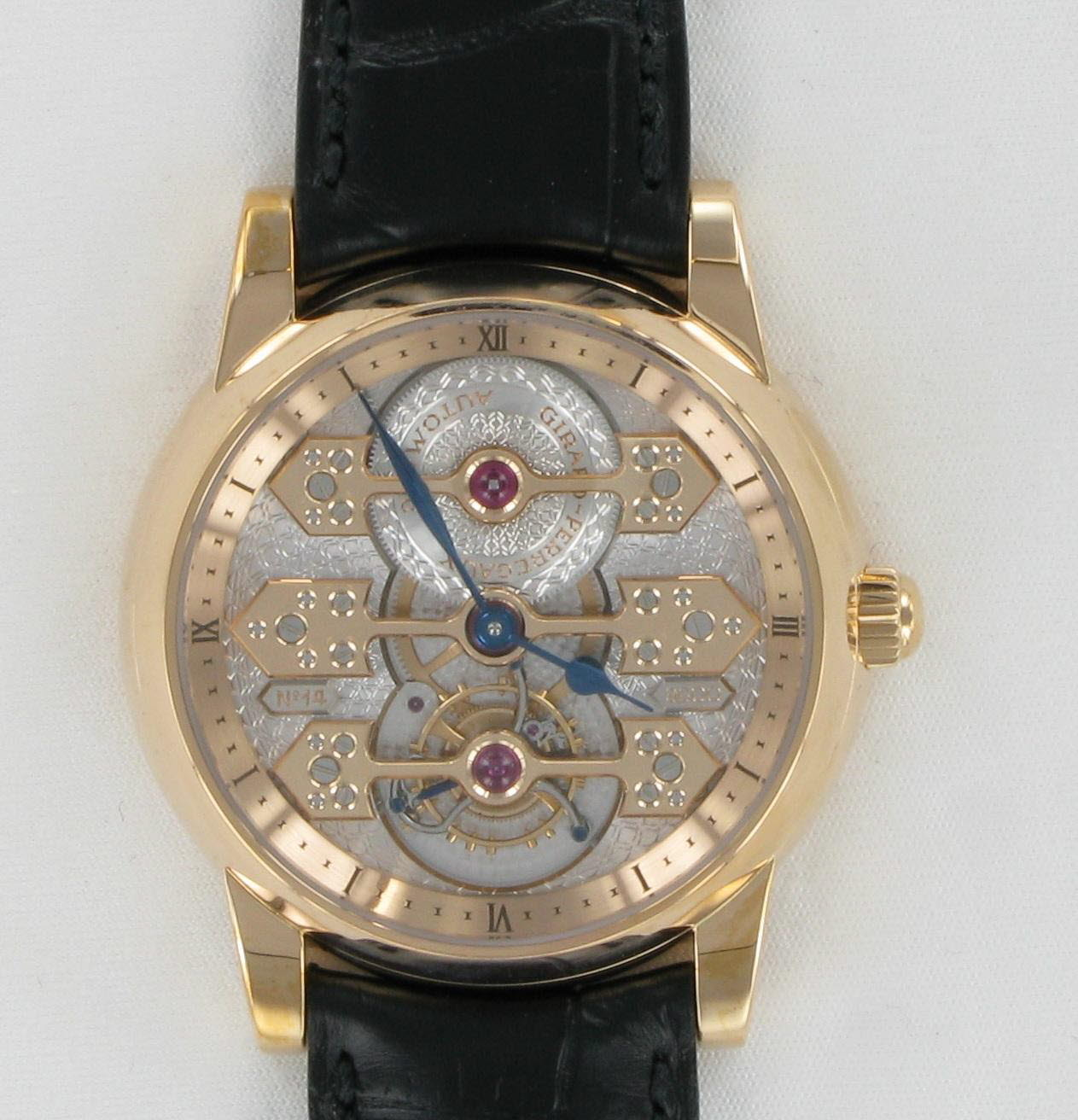
Un orologio da polso con tourbillon sviluppato da Girard-Perregaux

Tuttavia, a dispetto della paternità di una scoperta così importante, il genio di Breguet, al tempo divenuto famoso per questa invenzione, è oggi più noto sia nella cultura di massa sia nell'ambiente tecnico per il suo essersi prodigato in altre forme di ricerca tecnica e estetica, arrivando a ideare forme e meccanismi ancora oggi diffusi, tra le quali la spirale e le lancette di cui è eponimo. Tutto il XIX secolo fu segnato dai tentativi della manifattura Breguet di proseguire la ricerca iniziata dal suo fondatore: nonostante siano stati segnati vari successi, essi passarono in secondo piano poiché gli orologi non dotati di tale funzione stavano elevando la loro precisione, grazie ai miglioramenti tecnici che riguardarono lo scappamento e all'introduzione di nuovi materiali.
Nonostante il tourbillon fosse stato in conseguenza di ciò momentaneamente abbandonato, esso ritornò in auge e fu sottoposto ad evoluzioni quando si manifestò, all'indomani del XX secolo, la necessità di raggiungere un livello di precisione ancora superiore, che solo questa funzione poteva garantire e che permetteva ai segnatempo di esser identificati ufficialmente come cronometri, essendo nato l'apposito istituto per la certificazione. Tale istituto, alla cui fondazione avvenuta nel 1866 fu connessa la nascita delle prime competizioni di cronometria, ebbe sede inizialmente a Neuchâtel, in Svizzera, da dove venne trasferito nel 1873 a Ginevra, dove rimase sino al 1967. I parametri delle prove, effettuate dall'Ufficio Indipendente per il Controllo e la Certificazione, riguardavano solo poche referenze selezionate come migliori, le cui prestazioni dovevano rispondere a dei requisiti accordati tra i produttori e la committenza, che in quel tempo era principalmente rappresentata dalla Marina.

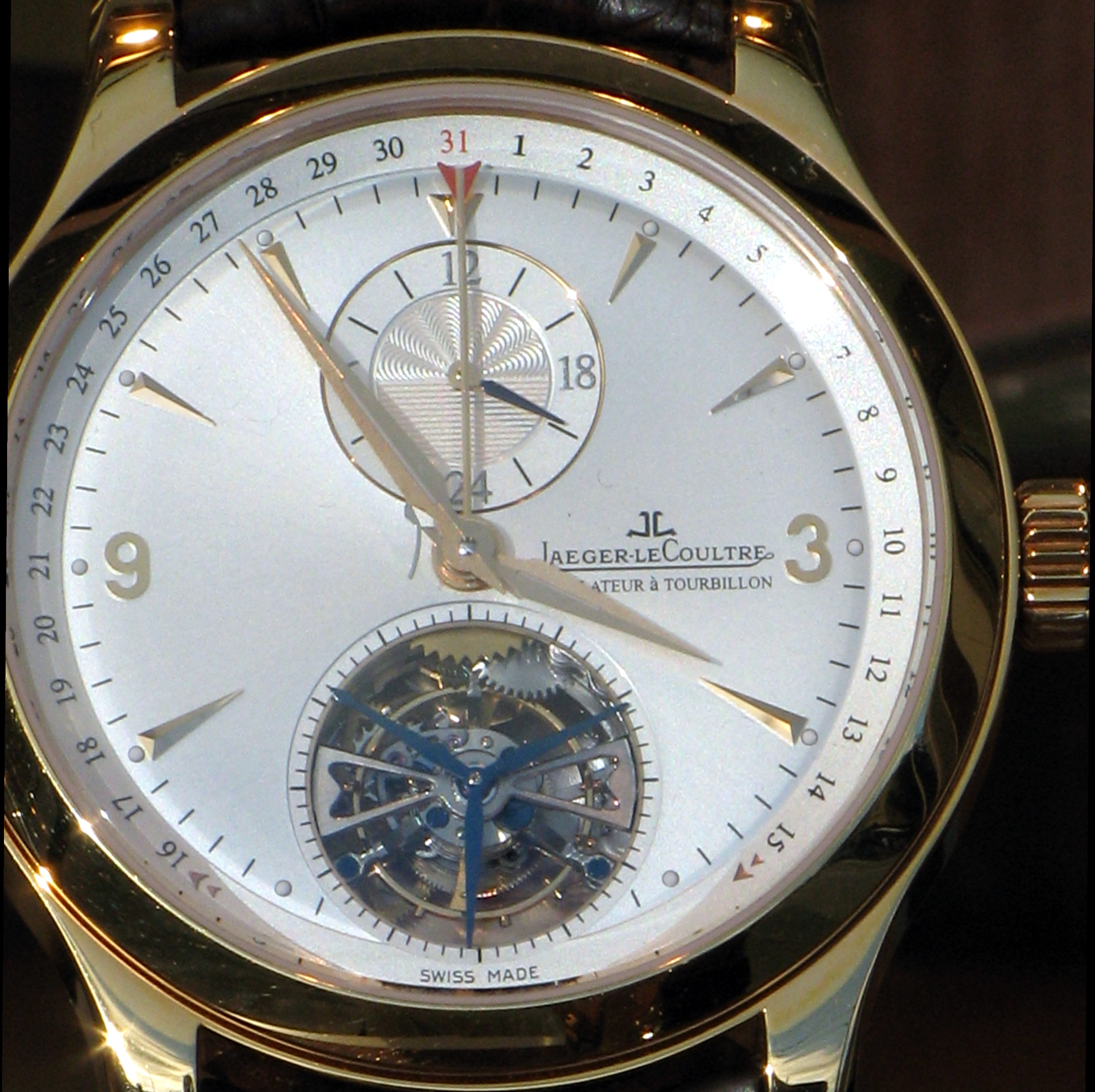
Un orologio da polso con tourbillon sviluppato da Jaeger LeCoultre

Ben presto, i tourbillon smisero di essere un'esclusiva di Breguet e vennero introdotti come prodotti d'eccellenza, riflesso della qualità della manifattura, in orologi di altri marchi, tra i quali iniziò una competizione volta a realizzare tourbillon cronometrici in grado di ridurre in modo più efficace gli errori connessi alla gravitazione terrestre, caratterizzati da un'estetica elegante e dall'utilizzo di nuovi materiali. Data la complessità del meccanismo in analisi, alcuni marchi, tra i quali Vacheron Constantin, non furono inizialmente in grado di realizzare tale struttura, trovandosi costretti ad acquistarla da quanti già la producevano per i propri prodotti, come Brandt & Comp, Breitling, Dubois, Jaeger LeCoultre, Favre-Leuba, Albert Pellaton, Girard-Perregaux, Ulysse Nardin, Patek Philippe. All'indomani della prima guerra mondiale, le ricerche a riguardo del tourbillon non riguardavano più solo Svizzera e Francia, ma anche Inghilterra e Germania, dal momento che la sua introduzione sui segnatempo era molto importante durante i conflitti per ragioni strategiche e organizzative: l'esercito anglosassone dotò di tale apparecchiatura i cronometri realizzati da J. Dent, manifattura specializzata nella fabbricazione di cronometri astronomici, e da Smith & Son, mentre in Germania la ricerca su tale meccanismo e l'invenzione del tourbillon volante  vennero portate avanti dalla A. Lange & Söhne, e in particolar modo dalla scuola d'orologeria annessa, con sede a Glashütte, diretta da Alfred Helwig.

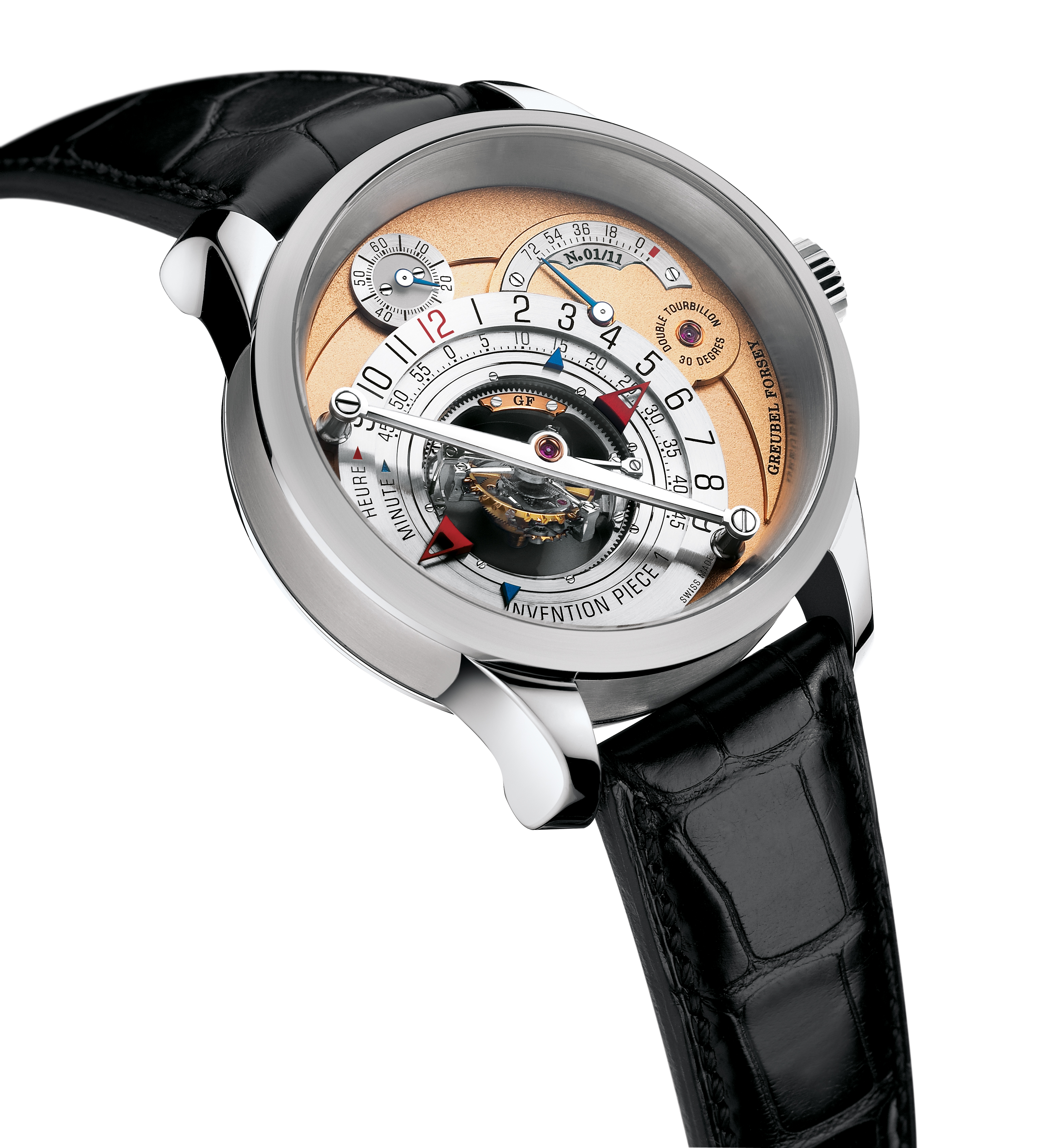
Un orologio da polso con tourbillon sviluppato da Greubel Forsey

Dopo il definitivo abbandono, connesso alla necessità di una precisione estrema e avvenuto a ridosso della seconda guerra mondiale, il tourbillon perse importanza, venendo superato per economicità e validità cronometrica dai meccanismi al quarzo: sfruttato sempre meno dalle aziende di alta orologeria che non siano specializzate nella sua produzione, è oggi poco approfondito nei corsi tecnici per assenza di apparecchiature e penuria di tempo, tanto che molti artigiani presenti sul territorio italiano non sono in grado di operarvi in modo pesante, per esempio effettuando tarature, e si trovano costretti a delegare i loro compiti alle officine delle case di produzione. Attualmente, un orologio dotato di tale meccanismo può essere realizzato in modo corretto solo da poche manifatture specializzate, che impiegano in tale operazione un grande quantitativo di ore, che aumenta se il tourbillon è affiancato da altre funzionalità e che rende tali segnatempo sempre meno concorrenziali nei confronti delle spesso ben più precise referenze al quarzo; nello stesso tempo, la qualità di questi meccanismi d'élite, abbastanza apprezzati nell'ambiente tecnico, è migliorata in conseguenza dell'evoluzione dell'informatica, che si è rivelata molto utile nell'elaborazione di modelli astratti sulla base dei quali realizzare, non più in solitario ma in un'équipe costituita da tecnici specializzati, i prodotti materiali. Nel 1980 venne montato per la prima volta un tourbillon su un orologio da polso: in un primo momento era stato infatti ideato per gli orologi da tasca, costretti a rimanere in una posizione verticale, molto dannosa perché tende a deviare verso il basso il baricentro del meccanismo.
Con lo sviluppo dei falsi in orologeria, spesso di provenienza cinese, le copie delle referenze con tourbillon sono state realizzate in modo tale che l'effetto estetico sia il medesimo ma non con precisione sufficiente affinché l'orologio tragga effettivi benefici dalla presenza di tale organo: non si può però escludere che questa problematica, connessa all'impossibilità dell'industria cinese di realizzare componenti d'alta precisione e di effettuare meticolose tarature, possa essere in futuro superata con un successo così importante che proprio queste industrie possano acquisire un loro ruolo nella realizzazione di semplici componenti pre-assemblati.

Un disegno schematico illustrante i vari componenti del tourbillon di Breguet, la cui descrizione è sviluppata nelle apposite sezioni facendo riferimento alle sigle in figura. Legenda. A - gabbia del tourbillon (A1 - parte superiore della gabbia, A2 - parte inferiore della gabbia, A3, A4, A5 - colonnine che congiungono le parti superiore e inferiore della gabbia), B - pignone della ruota dei secondi, C - ruota dei secondi, D - bilanciere, E - pignone della ruota di scappamento, F - ruota di scappamento, G - ancora, L1, L2, L3 - assi che reggono rispettivamente ruota di scappamento e pignone connesso, ancora e bilanciere, P - platina, R1, R2, R3, R4, R5, R6, R7, R8 - rubini che reggono i rispettivi assi, Y - ruota mediana, appartenente al ruotismo

## Tecnica

### Gabbia
La gabbia del tourbillon (A) è quella parte componente il detto meccanismo che, ruotando, riesce a ridurre l'influenza sugli organi in essa contenuti della forza di gravità. Nel tourbillon tradizionale di Breguet:
- è suddivisa in due parti, l'una superiore (A1) e l'altra inferiore (A2), a forma di cerchi, connesse tra di loro da delle apposite colonnine (A3, A4, A5);
- è coassiale al rubino centrale del ponte superiore (R1) e ruotante su di esso, mentre è solo coassiale al pignone che la regge (B) , a sua volta ingranante i ruotismi successivi e ruotante su un rubino coassiale alla gabbia (R8), il movimento sul quale fa spostare la gabbia stessa;
- regge sia l'estremità superiore che quella inferiore, per mezzo degli appositi cuscinetti di rubino, dell'asse dello scappamento e del suo pignone (che sono rispettivamente F ed E, connessi dall'asse L1, retto da R2 ed R3), dell'asse dell'ancora (che è G, retta da R4 ed R5, su cui ingrana L2) e dell'asse del bilanciere (che è D, retto da R6 ed R7, su cui ingrana L3).

### Pignone della gabbia
Il pignone della gabbia o pignone dei secondi (B) è quella parte componente il tourbillon che, ruotando per azione del treno cui è connesso, trasmette detto moto alla gabbia (A) e che, compiendo la medesima azione, trasmette il moto regolatore dovuto all'oscillazione del bilanciere (D) al bariletto. Nel tourbillon tradizionale di Breguet:
- è composto da delle ali inscrivibili in una circonferenza, le cui estremità giacciono sulla circonferenza stessa;
- ruota una volta al minuto, come fa in un classico calibro il pignone della ruota dei secondi;
- è coassiale alla gabbia cui è connesso (A), al bilanciere (D), all'asse di questo (L3), ai rubini del ponte della gabbia e della gabbia stessa (rispettivamente, R1, che contribuisce al tenerlo in posizione, R6, R7), al rubino su cui ruota (R8).

### Ruota dei secondi
La ruota dei secondi (C) è quella parte a forma di anello componente il tourbillon che, connessa alla platina (P), e quindi non ruotando ma ingranando il pignone dello scappamento (E), permette la rotazione lungo se stessa della gabbia (A) per mezzo di quello, che è imperniato sul suo rubino (R3) incassato nella gabbia. Nel tourbillon tradizionale di Breguet è composta nel caso che il bilanciere lavori a 18 000 alternanze orarie e lo scappamento di 15 denti compia un giro in 6 secondi, da un numero di denti dieci volte superiore a quello del pignone su cui ingrana (E), affinché la gabbia (A) ruoti dieci volte più lentamente dello scappamento. Se il bilanciere lavora a 18 000 alternanze orarie e lo scappamento ha 15 denti, ognuno dei quali entra in funzione due volte, (18 000 alternanze/ora)/(15 denti x 2) = 600, che deve essere il numero di rotazioni effettuate dallo scappamento e di conseguenza dal suo pignone, ognuna delle quali potrà durare 6 secondi. Se il pignone presenta 6 denti, significa che esso ruota alla velocità di 1 dente al secondo e che, se la ruota su cui ingaggia deve compiere una rotazione in 60 secondi, il numero dei denti di questa deve essere 10 volte maggiore affinché in caso di rotazione di questa il suo periodo rotatorio sia 60 secondi. Nel caso in analisi, la ruota su cui il pignone ingaggia è stabile, per cui è la gabbia a muoversi.

### Bilanciere
In un orologio dotato di tourbillon, il bilanciere (D), organo che con le sue oscillazioni controlla la velocità di srotolamento della molla del bariletto, si trova al centro della gabbia (A), con la quale è coassiale e sulla quale sono montati i rubini (R6 ed R7) che contengono l'asse (L3) che lo regge assieme al disco d'impulso e a quello di sicurezza.

### Pignone dello scappamento
Il pignone della ruota di scappamento (E) è quella parte componente il tourbillon che, ingranante la ruota dei secondi (C) e connessa allo scappamento (F) cui è coassiale, collabora al realizzare lo spostamento della gabbia (A). Nel tourbillon tradizionale di Breguet:
- è formato, ammesso che il bilanciere lavori a 18 000 alternanze orarie e lo scappamento abbia 15 denti, da un numero di ali dieci volte inferiore a quello della ruota dei secondi, affinché il suo moto rotatorio sia altrettante volte più breve di quello di rivoluzione;
- è coassiale allo scappamento (F), cui è connesso per mezzo di un asse (L1), che adagia le proprie estremità su degli appositi rubini (R2 ed R3);
- l'angolo compiuto dallo scappamento durante la sua rotazione corrisponde a quello effettuato da questo organo, per azione dell'asse che li congiunge.

### Scappamento (ad ancora svizzero)

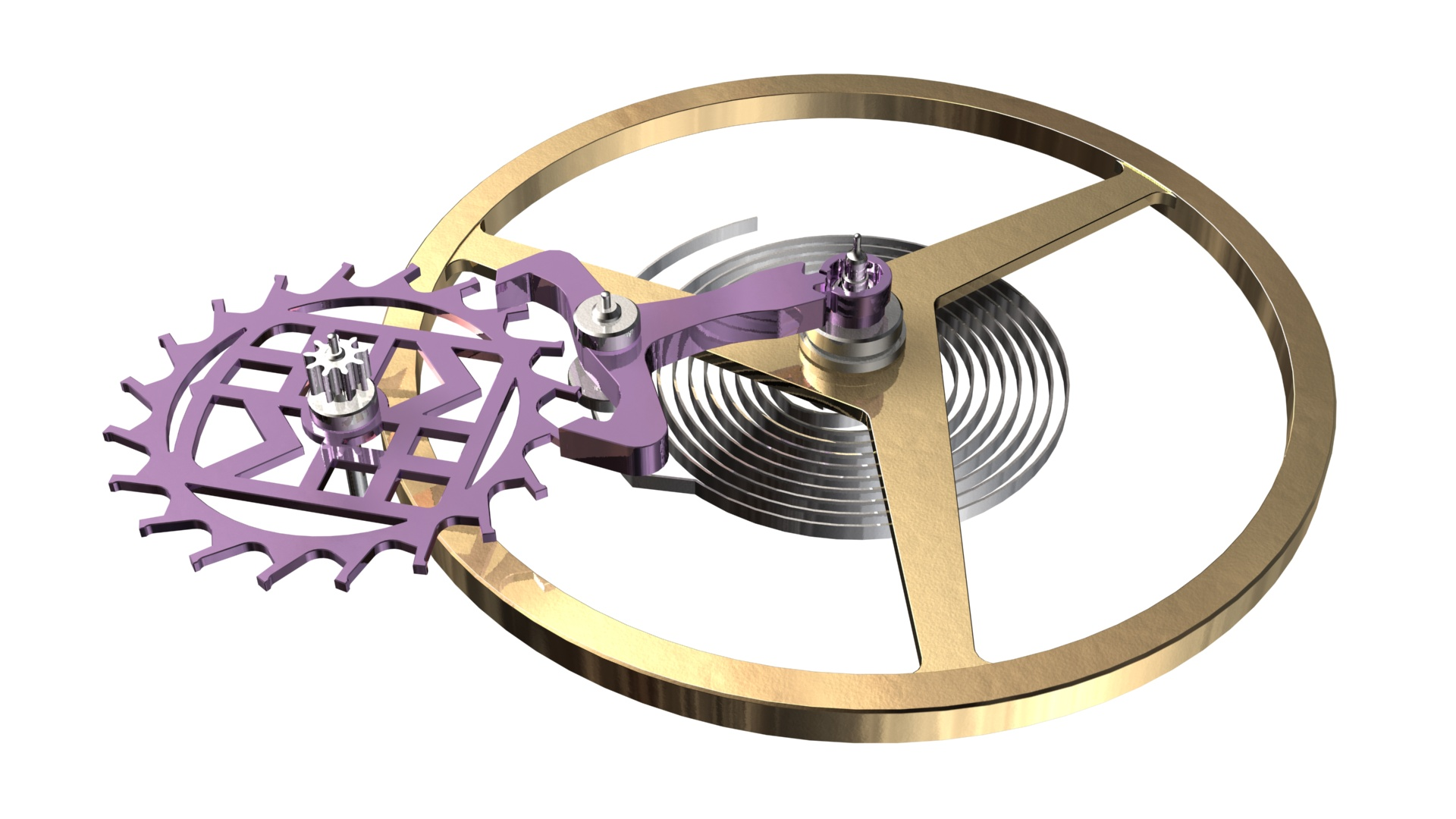
Immagine in cui, in modo semplificato, si raffigura l'ingaggio dell'ancora con l'asse del bilanciere, su cui è montato il plateau

Si definisce a livello generale scappamento di questo tipo quello caratterizzato dalla presenza di:
- una ruota di scappamento (F), caratterizzata dai singolari denti a tallone[18], in numero frequentemente tale che, considerata la velocità d'oscillazione del bilanciere, tale ruota abbia come periodo di rotazione 6 secondi;[17]
- un'ancora (G), così detta per la sua forma[20], costituita da uno stelo, compreso fra due spinette di limitazione su cui si appoggia. Alle due sue estremità si trovano verso il bilanciere la forchetta, che interagisce con l'organo successivo per mezzo di due corna, tra le quali si trova un dardo, e verso lo scappamento due bracci, l'asse di rotazione e le leve d'entrata e uscita;[18]
- un asse del bilanciere (L3) sul quale siano montati, in aggiunta al predetto organo, un disco d'impulso e uno di sicurezza, che interagiscono periodicamente, una volta per oscillazione dell'organo regolatore, con le corna e il dardo: questi due organi costituiscono il cosiddetto plateau.[18]

Nel sistema in analisi, la ruota di scappamento e l'ancora, il cui lavoro non si modifica rispetto a quanto avviene in un orologio non dotato di tourbillon, sono retti da appositi assi (L1 ed L2), il cui periodo di rotazione è pari a un minuto e le cui estremità toccano apposite coppie di rubini (rispettivamente, R2 ed R3; R4 ed R5).

Disegno che evidenzia l'interazione tra estremità degli assi e rubini

### Assi
In un calibro come quello in analisi si identificano tre assi, che reggono, cominciando dal fulcro della rotazione della gabbia, il bilanciere, l'ancora e lo scappamento e che sono tenuti in posizione dagli appositi rubini (asse L3, retto da R6 ed R7, reggente D; asse L2, retto da R4 ed R5, reggente G; asse L1, retto da R2 ed R3, reggente F).

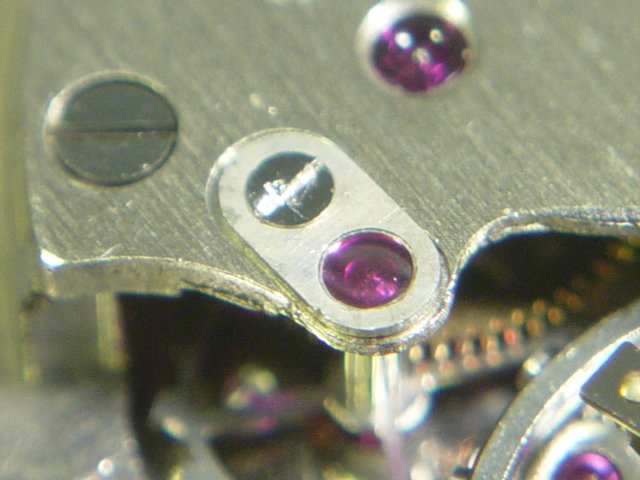
Particolare di un calibro che mette in risalto i rubini

### Rubini
In un calibro o meccanismo o movimento d'orologeria si definisce rubino o cuscinetto quella struttura cilindrica in metallo, pietra dura o corindone che ha come scopo quello di permettere la rotazione degli assi che vi posano le proprie estremità e lungo i quali si sviluppa il treno del tempo.
In un tourbillon si trovano solitamente otto rubini standard, ossia quelli sul cui asse ruota la gabbia (R1 ed R8) e quelli sul cui asse ruotano altri organi (R2 ed R3, sui quali ruota l'asse che congiunge scappamento e pignone di questo; R4 ed R5, sui quali ruota l'asse che regge l'ancora; R6 ed R7, sui quali ruota l'asse che regge il bilanciere), dei quali quattro sono coassiali tra di loro e non ruotano durante lo spostamento della gabbia (R1, R6, R7; R8), mentre altrettanti hanno periodo rotatorio pari a quello della gabbia (R2, R3, R4, R5).

### Treno del ruotismo

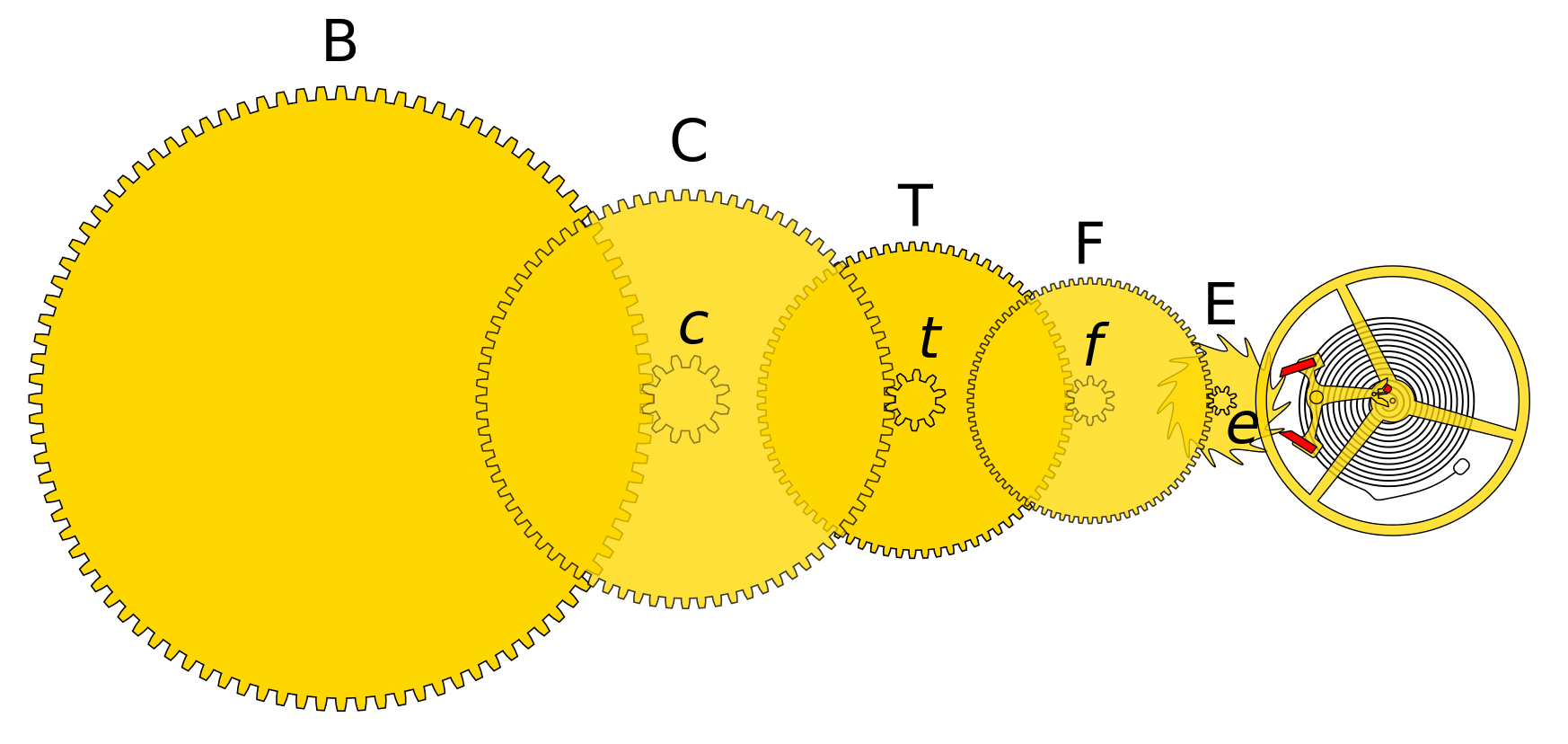
Il treno del ruotismo, per mezzo di varie ruote e dei rispettivi pignoni, porta l'energia erogata dal bariletto al bilanciere

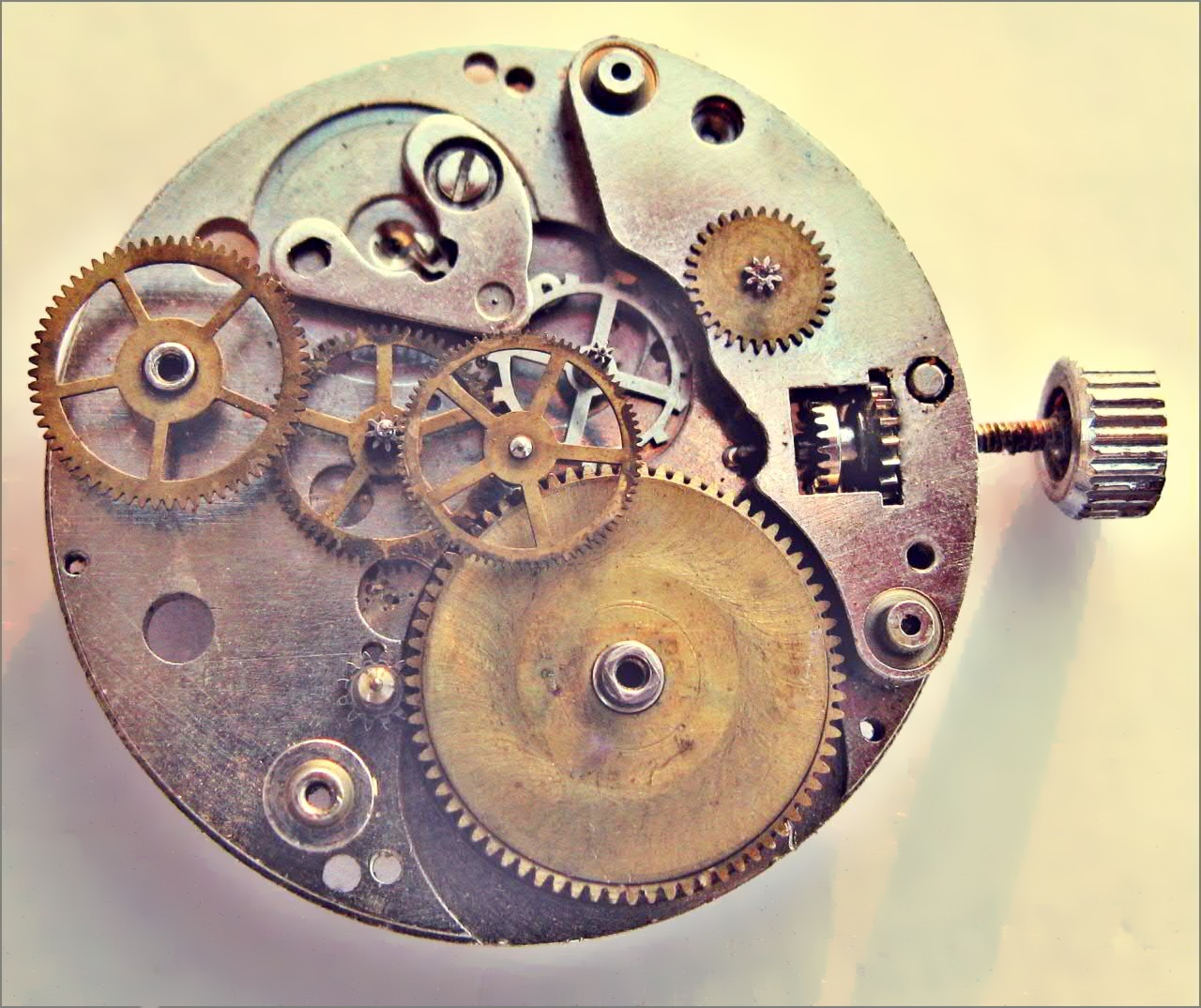
In questa immagine raffigurante il calibro contenuto in un antico orologio da tasca, il treno del ruotismo è costituito dalle ruote e dai pignoni siti sulla sinistra

Il ruotismo (Y) è quella parte del calibro di un orologio che ha lo scopo di connettere bariletto e bilanciere, funzionante in un orologio dotato di tourbillon come in qualsiasi altro segnatempo: suoi fini sono quello di trasmettere l'energia erogata dal bariletto al bilanciere e il moto di quest'ultimo al primo. In un calibro tradizionale come in uno dotato di torubillon, il meccanismo del treno del ruotismo è costituito secondo la logica per la quale al bariletto segue un sistema di ruote e pignoni volto a far sì che le ruote abbiano via via un periodo di rotazione più breve: nell'ordine, il pignone della ruota dei minuti (c), la ruota dei minuti (C), il pignone della ruota intermedia (t), la ruota intermedia (T), il pignone della ruota dei secondi (f), la ruota dei secondi (F), il pignone della ruota di scappamento (e), la ruota di scappamento (E).
Il sistema a pignone funziona secondo la logica per la quale un gruppo ruota - pignone, in un determinato periodo di tempo, compie il medesimo angolo di rotazione. Tale angolo, in conformità con la definizione e con la struttura del gruppo, avrà come delimitatrici due semirette aventi origine al centro della rotazione, e che per questo saranno incidenti con le circonferenze di pignone e ruota in modo tale da costituire quattro punti, rappresentanti rispettivamente A l'incidenza tra semiretta d'origine e circonferenza del pignone, B l'incidenza tra semiretta d'origine e circonferenza della ruota, C l'incidenza tra semiretta di conclusione e circonferenza del pignone, D l'incidenza tra semiretta di conclusione e circonferenza della ruota. Sulle circonferenze delle ruote e dei pignoni si trovano denti di dimensione uguale, ma in numero differente. Durante la rotazione, i denti presenti in A e in B si saranno andati a trovare rispettivamente in C e in D, scalando però di un numero differente di posizioni. Dato che la circonferenza di un cerchio cresce in modo proporzionale al diametro dello stesso (e che quindi la ruota presenta più denti del pignone), il numero di posizioni intercorse tra A e C e B e D sarà differente. Ammesso che la ruota abbia 60 denti e il pignone 6, in una rotazione di 180° saranno scalate 30 e 3 posizioni. La ruota con cui ingrana il pignone, per una rotazione di 30 denti della precedente, si sposterà solo di tre, venendo quindi ad avere un periodo di rotazione 10 volte superiore.
La ruota che precede il pignone dei secondi, che solitamente ha come periodo 10 minuti, ha il compito particolare di far da tramite tra quella dei secondi, che ha periodo 60 secondi, e quella dei minuti, che ha periodo 60 minuti ed è connessa al bariletto. Elementi di un calibro dotato di tourbillon che non trovano riscontro in un meccanismo tradizionale sono il fatto che il pignone dei secondi sia montato dalla gabbia e non ingrani direttamente con alcuna ruota e che la ruota dei secondi non ruoti, ma sia montata direttamente sulla platina.

## Varianti

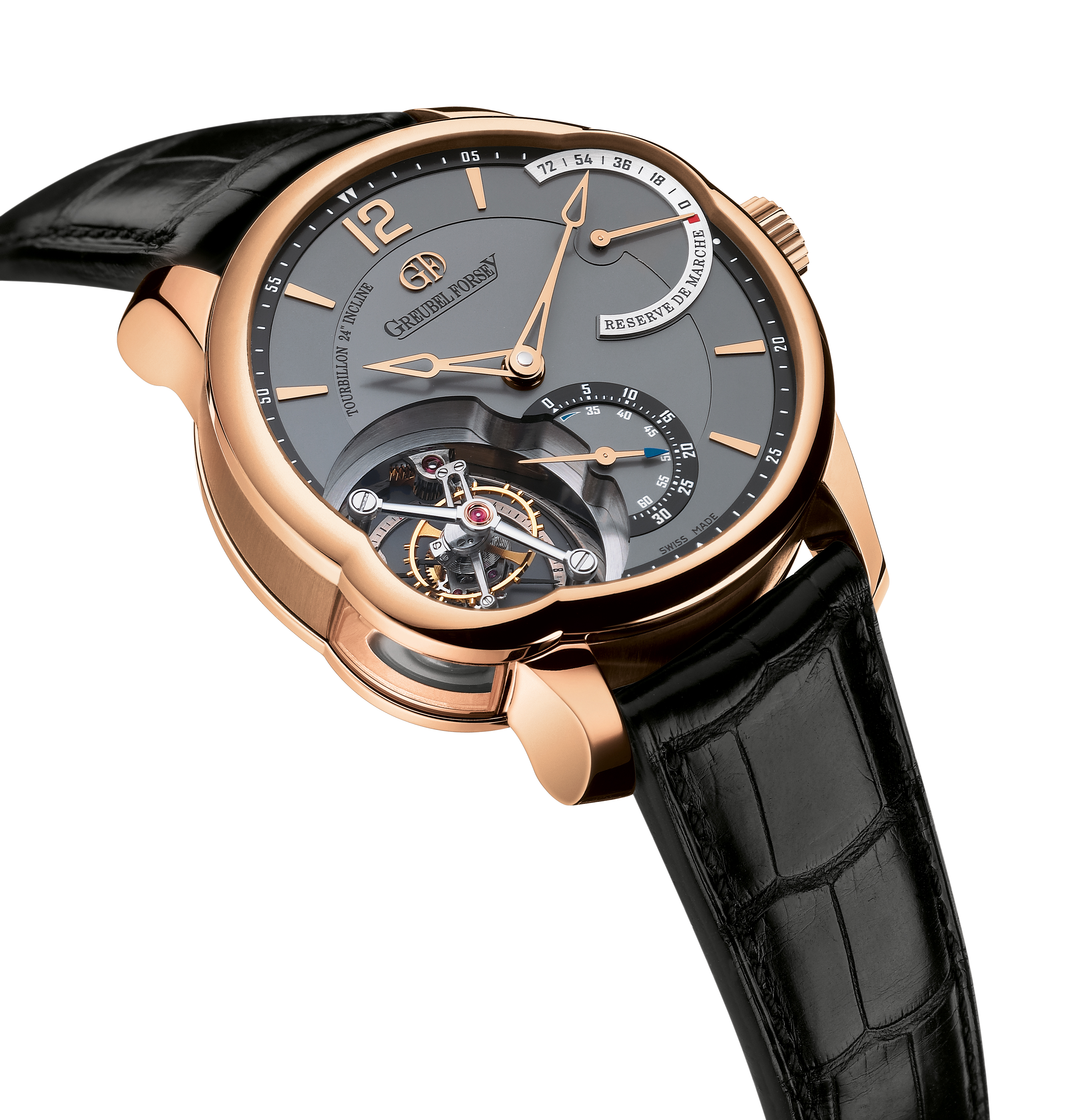
Un orologio da polso con tourbillon inclinato sviluppato da Greubel Forsey: ha periodo di rotazione 24 secondi

### Tourbillon inclinato
Il tourbillon inclinato è una variante di quello tradizionale che ne riproduce in modo fedele le strutture, inclinandole lateralmente di un'angolazione variabile per equilibrare meglio l'influenza della gravità terrestre sul bilanciere per far sì che durante la rotazione della gabbia lo scappamento raggiunga un ancor maggiore numero di posizioni. Il primo orologio dotato di questa complicazione fu elaborato nel 1857 da Albert Potter, i cui studi furono portati avanti da Walter Prendel, allievo di Alfred Helwig.
Una seconda versione di questa variante di tourbillon è stata elaborata in epoca più recente da Greubel Forsey, che comunque si è impegnata anche nella realizzazione di tourbillon inclinati tradizionali: essa è caratterizzata dalla rivoluzione con periodo quattro minuti della già inclinata gabbia del tourbillon lungo una circonferenza avente centro nel suo asse. Dopo un'attenta analisi della struttura del tourbillon di Breguet, che aveva rivelato come i maggiori problemi in fatto di regolarità del moto degli orologi con tourbillon si riscontrassero in posizione orizzontale, il team di Greubel Forsey cominciò a cercare una soluzione migliore, trovandosi a imboccare una strada alternativa che l'avrebbe portato all'elaborazione di questo meccanismo, caratterizzato però da alcune problematiche in fase di progettazione, connesse alla volontà di non rendere troppo spessa la cassa degli orologi e all'assenza di un'apposita strumentazione di progettazione tridimensionale che, almeno in una fase iniziale, sarebbe stata però sostituita dal meccano, per iniziativa di Stephen Forsey che, mostrando il suo modellino al socio, avrebbe pronunciato la semplice frase "Ruota!".

### Tourbillon volante
( Thomas Prescher, Tourbillon History.)

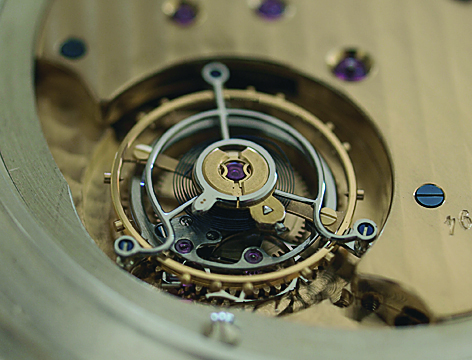
Dettaglio di un orologio da tasca con tourbillon volante sviluppato da Thomas Prescher

Il tourbillon volante, inventato nel 1920 dal celebre orologiaio Alfred Helwig, è un'evoluzione di quello tradizionale volta a migliorare l'estetica di questa complicazione: al tempo della sua invenzione fu oggetto di infondate critiche poiché si sosteneva che reggendo la gabbia da un solo lato, quello inferiore, per impedire che il ponte superiore la oscurasse, se ne potesse peggiorare il bilanciamento.

Un orologio con tourbillon triassiale sviluppato da Thomas Prescher

### Tourbillon su più assi
Il tourbillon su più assi è una particolare tipologia di tourbillon in cui il bilanciere non si mantiene sempre sul medesimo piano, ma, nel corso delle sue successive oscillazioni, assume differenti inclinazioni. La finalità di questa scelta tecnica è quella di ridurre ulteriormente il margine di anticipo e di ritardo accumulato dal ruotismo dell'orologio. Una particolare tipologia di tourbillon che lavora su più assi è il gyrotourbillon sviluppato da Jaeger-LeCoultre nella collezione delle Grandi complicazioni, montato su un orologio commercializzato a partire dal 2004 e proposto in più versioni con successivi miglioramenti tecnici.

### Tourbillon multiplo
Sovente adottata in creazioni d'alta orologeria, questa strategia dovrebbe permettere una precisione ancora maggiore, come sostengono i progettisti di Greubel Forsey, che ne hanno fatto largo uso ottenendo ottimi risultati cronometrici, mentre l'orologiaio indipendente Vincent Calabrese, una delle maggiori autorità nel campo del carrousel, ha avanzato i propri dubbi a riguardo del rendimento e quindi della convenienza di questo genere di orologi.